# Encarnación de Díaz
Encarnación de Díaz é um município do estado de Jalisco, no México.
Em 2005, o município possuía um total de 47.397 habitantes.